# Айзек Купер
Айзек Купер (англ. Isaac Cooper; нар. 7 січня 2004) — австралійський плавець.
Призер Олімпійських Ігор 2020 року.